# Riera de Sant Quintí (Solsonès)
|  | Per a altres significats, vegeu «Riera de Sant Quintí». |

La Riera de Sant Quintí, que fins al seu pas pel costat de l'Ermita de Sant Quintí de Cambrils és denominada el Torrent de Lleu, és un afluent per l'esquerra del Riu Fred que fa tot el seu curs pel terme municipal d'Odèn. Rep les aigües de la Riera de Cal Xinquet.
D'orientació global cap al sud, neix al vessant meridional del Tossal de Cambrils. Després de passar pel Prat de Cordes i travessar la carretera L-401 del Pont d'Espia a Coll de Jou a l'alçada del km 21,8 just després de passar pel costat de la Font del Torrent de Lleu, passa per la vora de l'ermita que li dona nom, rep per l'esquerra la Riera de Cal Xinquet i passa per sota el Camp de Sant Quintí a l'alçada del qual i en passar per la cota dels 900 msnm, entra al PEIN Ribera Salada per l'interior del qual fa els últims 515 m del seu curs. D'altra banda, el tram que va del seu naixement fins a la L-401 forma part del PEIN Serres d'Odèn-Port del Comte. La seva xarxa hidrogràfica, que també transcorre íntegrament pel terme d'Odèn, està constituïda per 15 cursos fluvials la longitud total dels quals suma 10.684 m.